# フェノバルビタール
フェノバルビタール（Phenobarbital、略号：PB）は、バルビツール酸系の抗てんかん薬である。日本ではフェノバールの名で販売される。適応は、不眠症・不安の鎮静や、てんかんの痙攣発作である。抗不安薬、睡眠薬といった用途では、現在ではより安全なベンゾジアゼピン系に置き換えられた。てんかんにおいても、フェノバルビタールは第一選択薬ではない。またベゲタミンの成分の1つであった。
連用により薬物依存症、急激な量の減少により離脱症状を生じることがある。医薬品、医療機器等の品質、有効性及び安全性の確保等に関する法律における劇薬、習慣性医薬品である。向精神薬に関する条約のスケジュールIVに指定される。麻薬及び向精神薬取締法における第三種向精神薬である。

## 作用機序
GABAA受容体に作用し、中枢神経系における抑制系の増強により興奮を抑制する。作用の発現は遅く持続的である（長時間作用型）。

## 適応
日本における適応は以下である。
- 不眠症、不安・緊張状態の鎮静
- てんかんの痙攣発作など[6]

## 薬物動態学
バルビツール酸誘導体間で交差耐性が認められ、シトクロムP450など解毒酵素の遺伝子発現を誘導する作用が強い。
特にCyp3A4の誘導作用により、タクロリムスなどCyp3A4で代謝される薬物の血中濃度減少に働く。
フェノバルビタールは過量投薬のリスクが高く、治療薬物モニタリングが必要である。なお、例えば炭酸水素ナトリウムを投与するなどことによって尿をアルカリ性にした場合、フェノバルビタールの尿中への排泄が速くなることが知られている。

## 副作用
バルビツール酸系は治療域と毒性域が近く、過剰摂取時に致命的となりえるため、特に抗不安薬、睡眠薬といった用途では、現在ではより安全なベンゾジアゼピン系に置き換えられた。また、急速に耐性を生じ離脱を急速に進めた場合、交感神経系の過剰亢進による痙攣大発作に注意が必要とされている。
日本では2017年3月に「重大な副作用」の項に、連用により薬物依存症を生じることがあるので用量と使用期間に注意し慎重に投与し、急激な量の減少によって離脱症状が生じるため徐々に減量する旨が追加され、厚生労働省よりこのことの周知徹底のため関係機関に通達がなされた。調査結果には、日本の診療ガイドライン5つ、日本の学術雑誌8誌による要旨が記載されている。
食欲減退の副作用があり、無承認無許可医薬品として海外製ダイエットサプリメントでの検出事例がある。
フェノバルビタールは甲状腺ホルモンの代謝を促進し、血中の甲状腺ホルモン濃度を低下させ、下垂体からの甲状腺刺激ホルモンの分泌を亢進させる。
フェニトインやカルバマゼピン、バルプロ酸など他の抗てんかん薬と同様に葉酸の吸収や代謝に影響し、貧血（巨赤芽球性貧血）を引き起こしうる。

## 診療ガイドライン
2010年のてんかん治療ガイドラインにおいても、フェノバルビタールの優先度は低いため、第一選択の薬としては推奨されていない。中止の際には漸減が原則であり、急な中止は、痙攣重積を生じる。